# Mordellina wickhami
Mordellina wickhami är en skalbaggsart som först beskrevs av Liljeblad 1945.  Mordellina wickhami ingår i släktet Mordellina och familjen tornbaggar. Inga underarter finns listade i Catalogue of Life.